# Soortelijke weerstand
Soortelijke weerstand {\displaystyle \rho } of resistiviteit is de eigenschap van een materiaal om een elektrische stroom te weerstaan. De eenheid waarin de soortelijke weerstand van een materiaal wordt uitgedrukt in Ω·m2/m, verkort tot Ω·m, dus in ohm·meter. Het materiaal van een geleider heeft een lage soortelijke weerstand, het materiaal van een elektrische isolator daarentegen een hoge soortelijke weerstand.

## Definitie
De soortelijke weerstand wordt gedefinieerd als de verhouding van de elektrische veldsterkte {\displaystyle \mathbf {E} } en de elektrische stroomdichtheid {\displaystyle \mathbf {J} }:
{\displaystyle \mathbf {E} =\rho \ \mathbf {J} }
De soortelijke weerstand is het omgekeerde van de soortelijke geleidbaarheid {\displaystyle \sigma } van het materiaal:
{\displaystyle \rho ={\frac {1}{\sigma }}}

## Wet van Pouillet

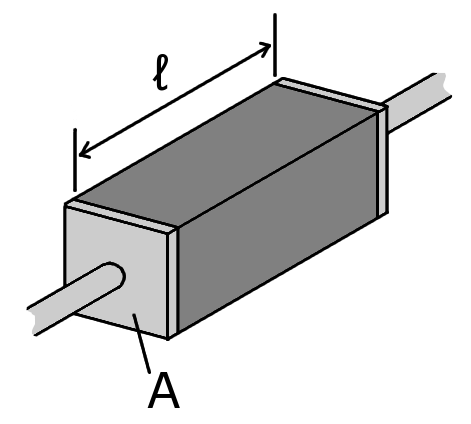
Weerstand met aan beide zijden een contact

De weerstand van een elektrische component kan met behulp van de wet van Pouillet aan de hand van de soortelijke weerstand worden berekend.
{\displaystyle R={\frac {\rho \ l}{A}}}
waarbij:
{\displaystyle R} = de weerstand van de draad in ohm
{\displaystyle \rho } = de soortelijke weerstand van het materiaal in ohm·meter
{\displaystyle l} = de lengte van de geleider in meter
{\displaystyle A} = de dwarsdoorsnede in vierkante meter.
Omgekeerd kan de soortelijke weerstand worden berekend met:
{\displaystyle \rho ={\frac {RA}{l}}}
De soortelijke weerstand is afhankelijk van de temperatuur en de temperatuurcoëfficiënt {\displaystyle \alpha }:
{\displaystyle \rho =\rho _{0}\ e^{\alpha T}}
met:
{\displaystyle \rho } = de soortelijke weerstand in ohm·meter
{\displaystyle \rho _{0}} = de soortelijke weerstand van het materiaal bij het absolute nulpunt
{\displaystyle \alpha } = de temperatuurcoëfficiënt van het materiaal, uitgedrukt in kelvin−1, in K−1
{\displaystyle T} = de absolute temperatuur in kelvin

## Regel van Matthiessen
In de vastestoffysica beschrijft de regel van Matthiessen het verband tussen de bijdragen van verschillende elektronenverstrooiingsprocessen aan de totale soortelijke weerstand.

## Soortelijke weerstand van enkele stoffen
Hieronder twee tabellen met de soortelijke weerstand van enkele stoffen bij standaardomstandigheden. In de eerste tabel wordt ook de temperatuurcoëfficiënt vermeld.

### Geleiders - lage soortelijke weerstand
| Stof        | Soortelijke weerstand in Ω·m·10−6 bij ~20 °C | Temperatuur- coëfficiënt in K−1 |
| ----------- | -------------------------------------------- | ------------------------------- |
| Grafiet     | 10                                           | -                               |
| Bismut      | 1,2                                          | 0,0043                          |
| Nichroom    | 1,1                                          | 0,0004                          |
| Kwik        | 0,953                                        | 0,00093                         |
| Constantaan | 0,45                                         | 0,00005                         |
| Lood        | 0,212                                        | 0,0034                          |
| Staal       | 0,18                                         | 0,000012                        |
| Tin         | 0,13                                         | 0,0047                          |
| Chroom      | 0,13                                         | 0,003                           |
| Platina     | 0,106                                        | 0,0039                          |
| Invar       | 0,10                                         | 0,002                           |
| IJzer       | 0,097                                        | 0,0065                          |
| Messing     | 0,072                                        | 0,002                           |
| Nikkel      | 0,0699                                       | 0,0069                          |
| Cadmium     | 0,068                                        | 0,0040                          |
| Zink        | 0,0625                                       | 0,0042                          |
| Kobalt      | 0,062                                        | 0,0062                          |
| Wolfraam    | 0,055                                        | 0,0049                          |
| Molybdeen   | 0,052                                        | 0,0043                          |
| Magnesium   | 0,045                                        | 0,0017                          |
| Beryllium   | 0,040                                        | 0,025                           |
| Aluminium   | 0,0265                                       | 0,0043                          |
| Goud        | 0,022                                        | 0,0036                          |
| Koper       | 0,0175                                       | 0,0039                          |
| Zilver      | 0,0159                                       | 0,0041                          |

### Isolatoren - hoge soortelijke weerstand
| Stof                    | Soortelijke weerstand in Ω·m |
| ----------------------- | ---------------------------- |
| Bakeliet                | 105                          |
| Gedemineraliseerd water | 106                          |
| Eboniet                 | 108                          |
| Marmer                  | 10                           |
| Porselein               | 1012                         |
| Glas                    | 1012                         |
| Diamant                 | 1013                         |
| Polyvinylchloride       | 1014                         |
| Glasvezel               | 1015                         |
| Rubber                  | 1015                         |
| Kwarts                  | 1020                         |
| Teflon                  | 1020                         |